# جيم ماير (مغني)
جيم ماير (بالإنجليزية: Jim Mayer)‏ هو مغني ومغن مؤلف أمريكي، ولد في القرن العشرين في تاميل نادو في الهند.

## وصلات خارجية
- جيم ماير على موقع IMDb (الإنجليزية)
- جيم ماير على موقع ميوزك برينز (الإنجليزية)